# Eleição municipal de Hortolândia em 2016
A eleição municipal de Hortolândia em 2016 foi realizada em 2 de outubro de 2016 para eleger um prefeito, um vice-prefeito e 19 vereadores no município de Hortolândia, no Estado de São Paulo, no Brasil. O prefeito eleito foi Angelo Perugini, do PDT, com 58,20% dos votos válidos, sendo vitorioso logo no primeiro turno em disputa com outros dois adversários, Antônio Meira (PT) e Dr. George (PSDB). O vice-prefeito eleito, na chapa de Perugini, foi Zezé (PTB).
O pleito em Hortolândia foi parte das eleições municipais nas unidades federativas do Brasil. A disputa para as 19 vagas na Câmara Municipal de Hortolândia envolveu a participação de 274 candidatos. O candidato mais bem votado foi Ceara, que obteve 2.774 votos (2,72% dos votos válidos).

## Antecedentes
Angelo Perugini está envolvido na política do município de Hortolândia desde 1996, quando foi eleito vice-prefeito. Em 2004 foi eleito prefeito de Hortolândia, sendo reeleito em 2008. Na eleição municipal de 2012, Antônio Meira (PT) foi eleito prefeito de Hortolândia com o apoio de Angelo Perugini. Em 2014, Perugini assumiu uma cadeira de deputado estadual, pelo PT na Assembleia Legislativa do Estado de São Paulo (ALESP).

## Eleitorado
Na eleição de 2016, o município de Hortolândia teve 144.182 eleitores aptos a votar, e contou com 117.904 comparecimentos às urnas, o que correspondia a 81,77% da população da cidade.

## Candidatos
Foram três candidatos à prefeitura em 2016: Angelo Perugini do PDT, Antônio Meira do PT e Dr. George do PSDB. Fernando Ladeira (PSOL) também era candidato a prefeitura de Hortolândia, porém teve sua candidatura indeferida pelo TSE, devido a um atraso no pagamento de uma multa eleitoral de 2012.
| Candidato(a)    | Vice            | Partido | Coligação                                                                               |
| --------------- | --------------- | ------- | --------------------------------------------------------------------------------------- |
| Angelo Perugini | Zezé            | PDT     | "A Mudança Que Você Conhece" (PDT / PTB / PMDB / PSC / PMB)                             |
| Antônio Meira   | Renata Belufe   | PT      | "Hortolandia, O Sonho Continua" (PT / PSD / PRP / PROS / PEN / PC do B)                 |
| Dr. George      | Guiomar Hoffman | PSDB    | "Hortolandia Merece Respeito" (PSDB / DEM / PV / PP / PSL / PTN / PRB / PPS / PR / PHS) |

## Campanha
Angelo Perugini baseou sua campanha em ampliar a comunicação com a população. O deputado, desenvolveu uma plataforma online onde as pessoas poderiam entrar e se informar sobre suas ações de campanha, enviar sugestões e compartilhá-las nas redes sociais. "Queremos manter o diálogo sempre aberto com a população. O site é um canal de comunicação importante para manter as pessoas informadas sobre nossas ações e para receber opiniões”, observa Perugini.

### Pesquisas
Em pesquisa do Instituto de Opinião Pública e Pesquisa de Mercado (IOPPM), divulgada em 21 de setembro de 2016, Angelo Perugini apareceu com 55,2% das intenções de voto. Antônio Meira ficou em segundo lugar com 31,9% e Dr. George teve 12,9% da preferência da população.
Em nova pesquisa realizada pelo IOPPM, os candidatos permaneceram nas mesmas posições de antes, Angelo Perugini subindo para 55,9% de preferência da população, Antônio Meira com 26,3% e Dr. George teve aumento de 4,9%, tendo 17,8% das intenções de voto.
| Data de realização             | Data de divulgação     | Instituto | Número de registro no TRE | Contratante            | Entrevistados | Margem de erro | Candidato             | Candidato          | Candidato         | Não sabe/ Não respondeu | Brancos e nulos |
| Data de realização             | Data de divulgação     | Instituto | Número de registro no TRE | Contratante            | Entrevistados | Margem de erro | Angelo Perugini (PDT) | Antônio Meira (PT) | Dr. George (PSDB) | Não sabe/ Não respondeu | Brancos e nulos |
| ------------------------------ | ---------------------- | --------- | ------------------------- | ---------------------- | ------------- | -------------- | --------------------- | ------------------ | ----------------- | ----------------------- | --------------- |
| de 18 a 19 de setembro de 2016 | 21 de setembro de 2016 | IOPPM     | SP 05969/2016             | Jornal Tribuna Liberal | 600           | ± 4%           | 55,2%                 | 31,9%              | 12,9%             | -                       | -               |
| de 27 a 28 de setembro de 2016 | 30 de setembro de 2016 | IOPPM     | SP 07098/2016             | Jornal Tribuna Liberal | 600           | ± 4%           | 55,9%                 | 26,3%              | 17,8%             | -                       | -               |

## Resultados

### Prefeito
No dia 2 de outubro, Angelo Perugini foi eleito com 58,2% dos votos válidos.
| Candidato(a)           | Vice                   | 1º Turno 2 de outubro de 2016 | 1º Turno 2 de outubro de 2016 |
| Candidato(a)           | Vice                   | Votação                       | Votação                       |
|                        |                        | Total                         | Porcentagem                   |
| ---------------------- | ---------------------- | ----------------------------- | ----------------------------- |
| Angelo Perugini (PDT)  | Zezé (PTB)             | 58,291                        | 58,20%                        |
| Antônio Meira (PT)     | Renata Belufe (PT)     | 26,170                        | 26,13%                        |
| Dr. George (PSDB)      | Guiomar Hoffman (PR)   | 9.977                         | 5,32%                         |
| Total de votos válidos | Total de votos válidos | 100.153                       | 84,94%                        |
| Votos em branco        | Votos em branco        | 6,305                         | 5,35%                         |
| Votos nulos            | Votos nulos            | 11,446                        | 9,71%                         |
| Total                  | Total                  | 117.904                       | 100%                          |
| Abstenções             | Abstenções             | 26.278                        | 18,23%                        |
| Votos apurados         | Votos apurados         | 117.904                       | 100%                          |
| Total de eleitores     | Total de eleitores     | 144.192                       | 100%                          |

### Vereador
Dos dezenove (19) vereadores eleitos, apenas uma (1) é mulher. O PDT e o PSD são os partidos com o maior número de candidatos eleitos (3).
| Candidatos eleitos para a Câmara Municipal de Hortolândia em 2016 | Candidatos eleitos para a Câmara Municipal de Hortolândia em 2016 | Candidatos eleitos para a Câmara Municipal de Hortolândia em 2016 | Candidatos eleitos para a Câmara Municipal de Hortolândia em 2016 | Candidatos eleitos para a Câmara Municipal de Hortolândia em 2016 | Candidatos eleitos para a Câmara Municipal de Hortolândia em 2016 |
| Candidato                                                         | Número                                                            | Partido                                                           | Votos                                                             | Porcentagem                                                       |                                                                   |
| ----------------------------------------------------------------- | ----------------------------------------------------------------- | ----------------------------------------------------------------- | ----------------------------------------------------------------- | ----------------------------------------------------------------- | ----------------------------------------------------------------- |
| Ceara                                                             | 45333                                                             | PSDB                                                              | 2,774                                                             | 2,69%                                                             |                                                                   |
| Régis                                                             | 51234                                                             | PEN                                                               | 2.451                                                             | 2,38%                                                             |                                                                   |
| Luiz Regional                                                     | 44900                                                             | PRP                                                               | 2,344                                                             | 2,27%                                                             |                                                                   |
| Simone Betini                                                     | 12000                                                             | PDT                                                               | 2.257                                                             | 2,19%                                                             |                                                                   |
| Edivaldo                                                          | 55222                                                             | PSD                                                               | 1.936                                                             | 1,88%                                                             |                                                                   |
| Paulão                                                            | 44111                                                             | PRP                                                               | 1.909                                                             | 1,85%                                                             |                                                                   |
| Nego                                                              | 55789                                                             | PSD                                                               | 1.806                                                             | 1,75%                                                             |                                                                   |
| Ze Geraldo                                                        | 12123                                                             | PDT                                                               | 1.683                                                             | 1,63%                                                             |                                                                   |
| Meirinha                                                          | 44121                                                             | PRP                                                               | 1.680                                                             | 1,63%                                                             |                                                                   |
| Daniel Laranjeira                                                 | 55123                                                             | PSD                                                               | 1.656                                                             | 1,61%                                                             |                                                                   |
| Zaca                                                              | 14014                                                             | PTB                                                               | 1.415                                                             | 1,37%                                                             |                                                                   |
| Gervasio                                                          | 13013                                                             | PT                                                                | 1.240                                                             | 1,20%                                                             |                                                                   |
| Eduardo Lippaus                                                   | 13131                                                             | PT                                                                | 1.220                                                             | 1,18%                                                             |                                                                   |
| Professor João Pereira                                            | 43000                                                             | PV                                                                | 1.204                                                             | 1,17%                                                             |                                                                   |
| Thiago Mascarenhas                                                | 10123                                                             | PRB                                                               | 1.061                                                             | 1,03%                                                             |                                                                   |
| Clodoaldo                                                         | 20133                                                             | PSC                                                               | 1.016                                                             | 0,98%                                                             |                                                                   |
| John Lenon                                                        | 12555                                                             | PDT                                                               | 993                                                               | 0,96%                                                             |                                                                   |
| Frank                                                             | 25025                                                             | DEM                                                               | 991                                                               | 0,96%                                                             |                                                                   |
| Ceará do Horto                                                    | 20123                                                             | PSC                                                               | 848                                                               | 0,82%                                                             |                                                                   |

| Votos válidos   | Votos válidos   | 101.901 | 86,43% |
| Votos nulos     | Votos nulos     | 9.550   | 8,10%  |
| Votos em branco | Votos em branco | 6.453   | 5,47%  |
| Total           | Total           | 117.904 | 100%   |
| --------------- | --------------- | ------- | ------ |

## Análises
No dia 23 de novembro de 2016, o TRE indeferiu o registro de candidatura do prefeito eleito Angelo Perugini (PDT) e do seu vice Zezé (PTB). Perugini foi acusado de celebrar convênios irregulares pelo Tribunal de Contas do Estado de São Paulo quando era prefeito de Hortolândia. Isso o faria não entrar nos parâmetros da Lei da Ficha Limpa, o impossibilitando de assumir a prefeitura.
No dia 28 de dezembro de 2016, uma semana antes da posse à prefeitura, a Justiça realizou uma liminar que permitiu que Angelo Perugini (PDT) e seu vice Zezé (PTB) assumissem seus respectivos cargos em Hortolândia.